# Lycium ferrocissimum
Lycium ferrocissimum är en potatisväxtart som beskrevs av John Miers. Lycium ferrocissimum ingår i släktet bocktörnen, och familjen potatisväxter. Inga underarter finns listade i Catalogue of Life.